# Cattura il sogno
Cattura il sogno è stata una breve tournée estiva di Renato Zero. Iniziata il 29 maggio 2004 a Milano e terminata a Roma il 25 giugno 2004, in sole 5 tappe la tournée ha fatto registrare 280.000 presenze con due repliche allo Stadio Olimpico di Roma. Dato questo enorme successo, è stato dato alle stampe il doppio DVD Figli del sogno che contiene il concerto registrato a Roma.

## La band
Questi i musicisti che hanno accompagnato Renato Zero sul palco:
- Stefano Senesi - pianoforte
- Marco Forni - tastiere
- Phil Palmer, Giorgio Cocilovo - chitarra
- Paolo Costa - basso
- Elio Rivagli - batteria
- Rosario Jermano - percussioni
- Remo Righetti - operatore pro tools

## Le date
- 29 maggio 2004 - Stadio San Siro (Milano)
- 10 giugno 2004 - Stadio Bentegodi (Verona)
- 16 giugno 2004 - Stadio Franchi (Firenze)
- 24-25 giugno 2004 - Stadio Olimpico (Roma)

## Gli ospiti
Ospite fissa della tournée è la cantante Alexia che duetta con Renato Zero sulle note di Madame e propone anche alcuni pezzi del suo repertorio. Le date sono anche caratterizzate da ospiti differenti per ognuna:
- Milano: Raf
- Verona: Francesco Renga
- Firenze: Giorgio Panariello
- Roma: Michele Zarrillo

Tutti gli ospiti, oltre a presentare un loro brano, duettano con Renato Zero sulle note di Amico.

## La scaletta
1. Ouverture (sola orchestra)
2. Prendimi
3. Medley:
  1. L'impossibile vivere
  2. Il maestro
  3. Marciapiedi
  4. L'italiana
  5. Figaro
4. Manichini
5. La favola mia
6. Come mi vorresti
7. Morire qui
8. Nei giardini che nessuno sa
9. Cercami
10. A braccia aperte
11. Inventi
12. Amico (con ospite)
13. Mi vendo
14. Vivo
15. Vizi e desideri
16. Medley:
  1. Il carrozzone
  2. Il coraggio delle idee
  3. Libera
  4. Più su
  5. Potrebbe essere Dio
  6. Spalle al muro
17. Madame (con Alexia)
18. Magari
19. L'altra sponda
20. Figlio
21. Triangolo
22. Spiagge
23. Amico assoluto
24. I miei miti
25. Il cielo
26. I migliori anni della nostra vita